# Lucien Vassal
Pour les articles homonymes, voir Vassal.
Lucien Vassal, né le 26 mars 1937 à Marseille, est un écrivain, professeur de physique et homme politique français,. Conseiller municipal de Marseille à partir de 1971, il est maire des 15e et 16 arrondissements entre 1989 et 1995.

## Biographie
Lucien Vassal est né à Marseille en 1937, dans le quartier de La Viste.
Il a longtemps assumé d'importantes responsabilités électives au sein du conseil municipal de Marseille : conseiller municipal du groupe communiste, minoritaire face à la majorité PS-Droite de Gaston Defferre, de 1971 à 1983, puis adjoint à celui-ci au moment où il accepta les listes d'union de la gauche, délégué à l'Environnement, au Cadre de Vie et à l'Aménagement urbain, de 1983 à 1989, enfin Maire, des Quartiers Nord après être entré en dissidence avec le PC aux côtés des "Reconstructeurs communistes" emmenés par Pierre Juquin, Claude Llabrès, Claude Poperen...

## Œuvre littéraire
Ses romans s'inspirent de l'histoire de ces quartiers où il a toujours vécu et travaillé. Ils se veulent le témoignage de la vie de petites gens ballottés par les événements de la Grande Histoire. Sous une plume poignante et suggestive, essentiellement autobiographique, son œuvre allie souvenirs et fiction, mémoire et imagination, mais s‘inscrit toujours dans un contexte historique discrètement, mais savamment documenté.
"Enzella" (2004, traduit en allemand) reconstitue la vie d'une jeune Espagnole réfugiée à l'Estaque à la fin de la guerre civile et son premier amour pour un soldat allemand d'occupation plus passionné par la peinture que par la guerre. Il obtient pour ce roman le Prix international du roman des Arts et Lettres de France.
Dans la "Trilogie des Collines", qui lui remporte le prix Charles-Bortoli de l'Académie de Marseille,,, il dépeint les moments les plus forts de sa vie, intensément vécus, et fait ressentir au lecteur, dans chaque chapitre, le souffle de l'histoire. "La Colline vert de gris" retrace à partir d'épisodes très personnels l'occupation allemande de Marseille pendant la Seconde Guerre mondiale. "La Colline aux genets" nous donne un aperçu émouvant du quotidien de l'après-guerre. "La Colline pourpre" englobe la période allant de la Guerre d'Algérie et la chute du Mur de Berlin et nous le montre étudiant militant, puis professeur et homme politique.
Le roman ‘‘Les Noces de palissandre‘‘ (2015), a pour thème l'histoire brisée des immigrés, illustrée par le sort de sa propre famille, où chaque lignée plonge ses racines dans l'immigration – espagnole, italienne, arménienne, kabyle. 
Son dernier roman en date, Au temps de la Male Bête (2018), évoque les mystérieuses attaques de la Bête du Gévaudan.
Liste des romans
- 2000 : La colline Vert-de-Gris, P. Tacussel, Marseille[9] ;
- 2004 : Enzella,  éd. Auberon ;
- 2007 : La colline aux genêts, P. Tacussel, Marseille[9] ;
- 2010 : Black Gloves. Sur les Traces d'Ulysse, P. Tacussel, Marseille ;
- 2012 : La Colline pourpre, P. Tacussel, Marseille ;
- 2015 : Les Noces de palissandre, Jean Marie Desbois éditeur, Les Baux-de-Provence ;
- 2018 : Au temps de la Male Bête, P. Tacussel, Marseille.